# Mulberry (Indiana)
Mulberry és una població dels Estats Units a l'estat d'Indiana. Segons el cens del 2000 tenia 1.387 habitants.

## Demografia
Segons el cens del 2000, Mulberry tenia 1.387 habitants, 497 habitatges, i 334 famílies. La densitat de població era de 907,7 habitants/km².
Dels 497 habitatges en un 31,8% hi vivien nens de menys de 18 anys, en un 57,3% hi vivien parelles casades, en un 6,8% dones solteres, i en un 32,6% no eren unitats familiars. En el 27,8% dels habitatges hi vivien persones soles el 16,1% de les quals corresponia a persones de 65 anys o més que vivien soles. El nombre mitjà de persones vivint en cada habitatge era de 2,5 i el nombre mitjà de persones que vivien en cada família era de 3,07.
Per edats la població es repartia de la següent manera: un 23,8% tenia menys de 18 anys, un 7,3% entre 18 i 24, un 26,8% entre 25 i 44, un 18% de 45 a 60 i un 24,2% 65 anys o més.
L'edat mediana era de 40 anys. Per cada 100 dones de 18 o més anys hi havia 79,5 homes.
La renda mediana per habitatge era de 45.000 $ i la renda mediana per família de 51.591 $. Els homes tenien una renda mediana de 39.417 $ mentre que les dones 24.559 $. La renda per capita de la població era de 18.635 $. Entorn del 3,9% de les famílies i el 5% de la població estaven per davall del llindar de pobresa.

## Poblacions més properes
El següent diagrama mostra les poblacions més properes.